# Granitogorsk
Granitogorsk (kazakiska: Granītogorsk, ryska: Гранитогорск) är en ort i Kazakstan.   Den ligger i oblystet Zjambyl, i den sydöstra delen av landet, 1 000 km söder om huvudstaden Astana. Granitogorsk ligger 1 062 meter över havet och antalet invånare är 2 004.
Terrängen runt Granitogorsk är kuperad åt nordost, men åt sydväst är den bergig. Runt Granitogorsk är det mycket glesbefolkat, med 6 invånare per kvadratkilometer. Det finns inga andra samhällen i närheten. Trakten runt Granitogorsk består i huvudsak av gräsmarker.